# The Stripper

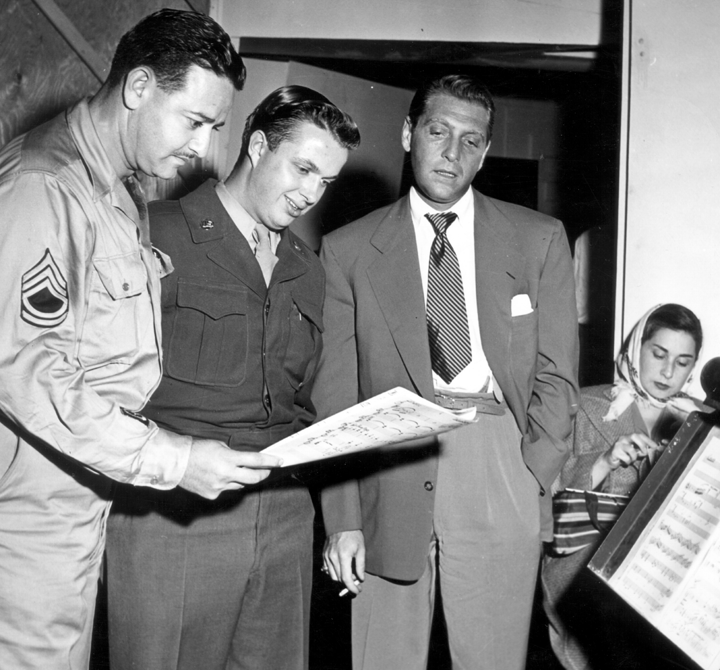
Дэвид Роуз (стоит справа) на радиошоу, около 1946 года

«The Stripper» — инструментальная композиция Дэвида Роуза, записанная в 1958 году и выпущенная спустя четыре года. Она демонстрирует влияние джаза с особенно заметными слайдами тромбона и вызывает ощущение музыки, используемой для сопровождения исполнителей стриптиза.
В июле 1962 года «The Stripper» заняла первое место в чартах Billboard's Top 100. Она стала золотой записью. В том же 1962 году Billboard поставил композицию на пятое место.
Мелодия стала популярной случайно. Роуз записал «Ebb Tide» в качестве А-сайда записи. Его звукозаписывающая компания MGM Records хотела как можно скорее вывести её на музыкальный рынок, но обнаружила, что для неё нет Би-сайда. Роуз отсутствовал в то время, когда возникла потребность в этом. Одному из офисных сотрудников MGM было поручено просмотреть некоторые кассеты Роуза с неизданным материалом, чтобы найти что-то, что подойдёт; ему понравился «The Stripper», и он выбрал её в качестве обратной стороны записи.

## В популярной культуре
В 1960-х годах это была основная мелодия в шведском списке продаж пластинок Kvällstoppen. Использовалась в качестве фоновой музыки в рекламе крема для бритья Noxzema с участием шведской фотомодели Гуниллы Кнутссон и в ключевых сценах фильмов «Пугало» (1973) и «Удар по воротам» (1977). Также композиция присутствует в фильмах «Мужской стриптиз» (1997) и «Уоллес и Громит: Проклятие кролика-оборотня» (2005). В 1976 году её использовали на BBC Television британские комики Моркамб и Уайз в своей программе «Breakfast Sketch», где они исполняют танец с использованием различных кухонных принадлежностей и продуктов. Также композиция использовалась в игровом телешоу Match Game, когда Джин Рейнбёрн или один из участников дискуссии начинали «нервничать». Профессиональный борец Рик Руд использовал её для входа на ринг и раздевания в период WWE.
Британская комедийная труппа «Монти Пайтон» использовала эту композицию в двух пародиях в своём шоу «Летающий цирк Монти Пайтона»:
— Посетитель пляжа (Терри Джонс) пытается переодеться в купальный костюм на пляже, но оказывается на виду, когда начинает снимать одежду. Его последняя попытка показывает его перед аудиторией, которой он даёт представление. Когда песня заканчивается, на экране появляются слова «Это мужской мир, раздевающийся публично», перекликающийся с трепом в эпизоде о нарушении лозунга о вербовке в британской армии.
--Министр экономики (Терри Джонс) делает доклад о британской экономике, исполняя стриптиз под песню.